# عامر الصمادي
عامر الصمادي (1965-) إعلامي أردني.

## حياته
حاصل على بكالوريوس في الأدب الإنجليزي من 
جامعة اليرموك 
ودبلوم عالي في الترجمة من الجامعة الأردنية وماجستير في الدراسات الدبلوماسية من المعهد الدبلوماسي الأردنيوالماجستير في الاعلام الحديث من معهد الاعلام الأردني.

## مشواره المهني
بدأ العمل في التلفزيون الأردني عام 1990 حيث قام بإعداد وتقديم برامج عديدة إضافة لنشرات الأخبار، عام 1997 إنتقل إلى شبكة راديو وتلفزيون العرب التي كانت تبث من إيطاليا وقدم برامجا أبرزها «جسر المحبة» والذي قام بلم شمل المغتربين مع عائلاتهم في بلدان عديدة نال عليه جوائز عديدة حتى العام 1999 وكان مسؤولا عن أول قناة ثقافية عربية تبث ضمن شبكة قنوات راديو وتلفزيون العرب وهي قناة المعارف، كما كان أحد مؤسسي قناة المناهج وساهم بتأسيس قناة اقرأ، عاد بعدها إلى التلفزيون الأردني للعمل في قسم الأخبار وكان أحد مؤسسي الدائرة السياسية في التلفزيون وعمل مراسلا ونائبا للمدير الإقليمي لراديو سوا لمدة عشر سنوات، عام 2011 شغل منصب مدير التطوير والتدريب في التلفزيون الأردني، ساهم بتأسيس قناة الفلوجة التلفزيونية وعمل كبيرا للمذيعين بها طيلة مدة وجودها في الأردن، وكان سابقا عمل محررا في جريدة المستقبل ومترجما في جريدة الشعب، وهو عضو الفيدرالية الدولية للمدربين والخطباء الدوليين وعضو اتحاد المدربين العرب برتبة مستشار، وعضو في نقابة الصحفيين الأردنيينصدر له عدد من الكتب منها : عظماء في عصرنا، وعظماء المخترعين، والبعيد والقريب، واستكشاف العالم، والفتى، و تسعة عشر، والكتابة عن الادب ، وكتاب المدرب المحترف واخيراً كتاب اعلاميون في سماء الاردن .ونشر كذلك مئات القصص القصيرة المترجمة والمقالات المتنوعة .قدم  منذ عام 2010 برنامج (يا طير ) وهو برنامج يعنى بالمغتربين الأردنيين في كل انحاء العالم وكان أول من نبه إلى هذه الشريحة المهمة من المجتمع الأردني و قدمه عير الإذاعة الأردنية ايضا  . عمل بالتدريب منذ عام 2007 وما زال ودرب الآلاف من المدراء والراغبين باتقان فن التعامل مع الاعلام ومهارات الإلقاء والخطابة، كما درب عددا كبيرا من المذيعين والمذيعات في معظم الدول العربية .رشحه الأردن لتمثيله بعدد كبير من المؤتمرات واللقاءات الدولية 

## البرامج التي قدمها
| البرنامج             | عرض على           |
| -------------------- | ----------------- |
| مجلة التلفزيون       | التلفزيون الأردني |
| لقاء مع فنان         | التلفزيون الأردني |
| حول العالم           | التلفزيون الأردني |
| العاب بلا حدود       | التلفزيون الأردني |
| سهرات رأس السنة      | التلفزيون الأردني |
| سهرات المحافظات      | التلفزيون الأردني |
| يوم جديد             | التلفزيون الأردني |
| آراء الصحف           | التلفزيون الأردني |
| على الهواء           | التلفزيون الأردني |
| رحلة في ديار الإسلام | التلفزيون الأردني |
| جسر المحبة           | art المنوعات      |
| السادسة والنصف       | التلفزيون الأردني |
| أحلى شباب            | التلفزيون الأردني |
| صوتنا                | التلفزيون الأردني |
| يا طير               | التلفزيون الأردني |
| الوطن والسياحة       | التلفزيون الأردني |
| المجلة الثقافية      | التلفزيون الأردني |
| أدب وفن              | التلفزيون الأردني |
| فكر وفن              | التلفزيون الأردني |
| الإنسان والبيئة      | التلفزيون الأردني |
| التربية والتعليم     | التلفزيون الأردني |
| ملفات في الصحافة     | التلفزيون الأردني |

## الكتب المطبوعة التي أصدرها
| الكتاب          | العام | دار النشر |
| --------------- | ----- | --------- |
| عظماء في عصرنا  |       |           |
| البعيد والقريب  |       |           |
| استكشاف العالم  |       |           |
| عظماء المخترعين |       |           |
| الفتى           |       |           |
| تسع عشر         | 2006  |           |
| المدرب المحترف  | 2018  | [ 3 ]     |

## الجوائز والتكريمات
- الأردن:أفضل موظف في التلفزيون الأردني 1996
- مصر:أفضل مقدم برامج عن برنامجه جسر المحبة في مهرجان القاهرة للإذاعة والتلفزيون 1997
- الأردن:وسام ولقب سفير المغتربين من جلالة الملك عبدالله الثاني بن الحسين في مؤتمر المغتربين الأول 2017[4]